# Sverige (1734)
Sverige var ett svenskt linjeskepp, byggt 1734 av C. Falk i Stockholm. Skeppet var bestyckat med 72 kanoner.
Då Sverige i januari 1738 slöt ett handelsavtal med Turkiet ingick häri även en reglering av de skuldfordringar Turkiet haft på Sverige sedan Karl XII:s tid. Det beslöts att dessa skulle betalas genom att Turkiet erhöll ett svenskt örloggsskepp med full bestyckning samt därtill 30 000 musköter. Av detta skäl avsändes Sverige jämte handelsfartyget Patrioten på hösten 1738 med destination Konstantinopel. Som Turkiet vid denna tid låg i krig med Ryssland protesterade ryssarna mot expeditionen och fick här med sig såväl Tysk-romerska riket som Heliga stolen, vilka skall ha bett malteserriddarna att söka stoppa skeppen.
Detta skulle dock visa sig obehövligt. Sverige förliste av egen förskyllan i november vid spanska kusten utanför Cádiz. Patrioten med sin muskötlast nådde däremot sitt mål och den turkiske sultanen Mahmud I förklarade sig nöjd med denna ersättning.
Bland de ombordvarande officerarna på Sverige vid förlisningen fanns den blivande professorn i matematik vid Lunds universitet, Lars Liedbeck.